# Joachim Friedrich von Moltke
Joachim Friedrich von Moltke (* 15. November 1618 in Toitenwinkel; † 1. September 1677) war ein deutscher Jurist und Gutsbesitzer.

## Leben
Joachim Friedrich von Moltke war Sohn des Gebhard von Moltke auf Toitenwinkel und seiner zweiten Ehefrau Anna Rotermund a. d. H. Engelswacht und wurde am 15. November 1618 auf dem väterlichen Gut Toitenwinkel geboren.
Zunächst von Privatlehrern unterrichtet, begann er 1637 sein Studium an der Universität Rostock und setzte es 1638 in Marburg, in Rinteln und in Leiden sowie anderen niederländischen Städten fort. 1640 kehrte von Moltke auf Ersuchen seines Vaters in seine Heimatstadt Rostock zurück und ist dort 1642 als Respondent nachgewiesen. Da 1641 seine Mutter und 1644 sein Vater starben, anderseits das Gut Toitenwinkel durch die Kriegswirren in fremde Hände geraten war, blieb ihm nichts weiter übrig, als seine Studien abzubrechen und sich eine bezahlte Stelle beim Militär zu sichern. Er diente fortan der schwedischen Krone als Kapitän.
Herzog Gustav Adolph von Mecklenburg-Güstrow bestellte ihn 1660 zum mecklenburgischen Rat und zugleich auch als Amtshauptmann zu Ribnitz, deren Stelle er 17 Jahre zur Zufriedenheit ausübte. Joachim Friedrich von Moltke war noch Kanoniker des Domstifts zu Magdeburg und letzter Erbherr aus dem Hause Moltke auf Toitenwinkel und Wesselsdorf.
In den letzten Lebensjahren kränkelte er oft, plagte sich mit schweren Skorbuten und Podagra und starb nach längerem Leiden am 1. September 1677 im Alter von 59 Jahren. Joachim Friedrich von Moltke wurde in der ehemaligen Grabkapelle der Dorfkirche Toitenwinkel bestattet.

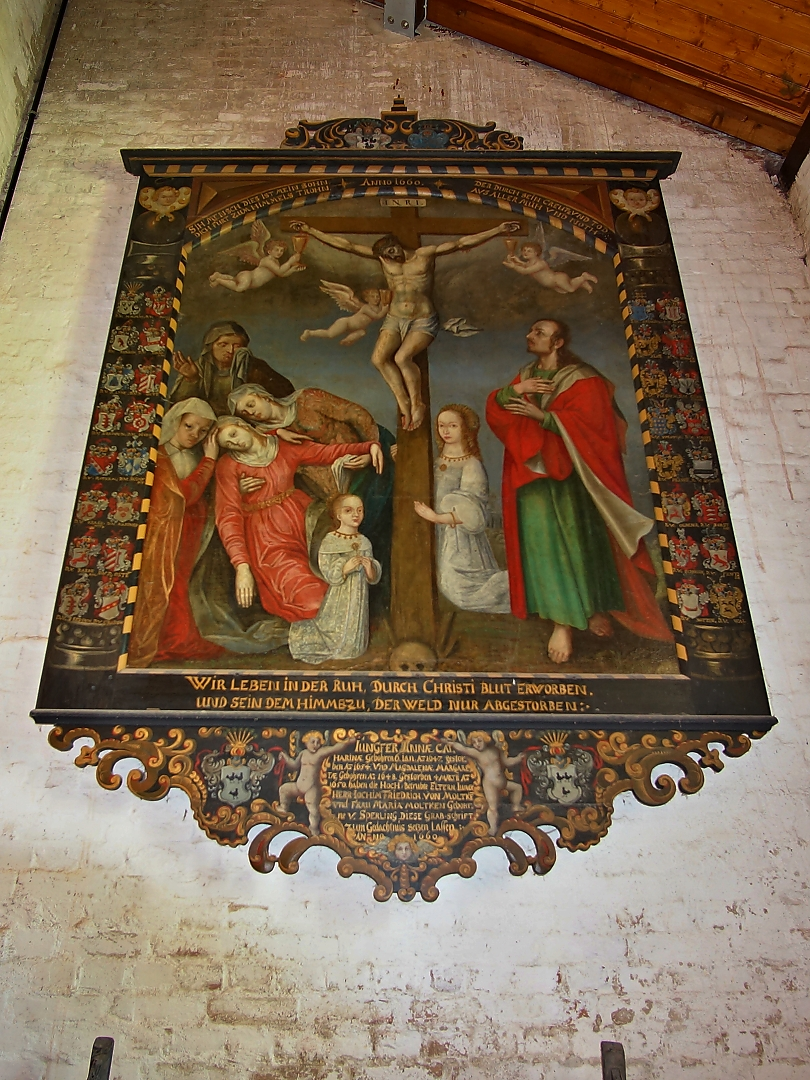
Kreuzigungsepitaph Moltke in der Dorfkirche Toitenwinkel

Friedrich Schlie berichtete 1896 von einer erhaltenen Erinnerungstafel in dieser Kirche mit Inschrift und seinem Wappen.
Auf der Festung Laholm heiratete er Maria, geb. von Sperling. Die zwei Töchter Anna Catharina und Magdalena Margaretha starben im Kindesalter. Sie waren 25 Jahre verheiratet, bis am 13. Juni 1667 seine Frau starb. Als ihm aber nach dem Tode seiner ersten Frau der Haushalt zu beschwerlich wurde, heiratete er am 26. Juni 1670 Dorothea von Meding, die Tochter des Fürstlich Braunschweigisch-Lüneburgischen Oberstallmeisters und Erbherrn auf Barum, Christoph von Meding. Diese heiratete in zweiter Ehe Gebhard Julius von Mandelsloh (1634–1692), der dadurch Herr auf Toitenwinkel wurde und es an seine Nachkommen vererbte.